# Andrakammarvalet i Sverige 1911
Andrakammarvalet i Sverige 1911 hölls i september 1911, och för första gången tillämpades de nya reglerna: ett proportionellt valsystem infördes, och alla valsedlar påbjöds att ha en partibeteckning - det var i strikt mening alltså första gången svenskarna röstade på partier, även om flertalet riksdagsledamöter sedan tidigare hade mer eller mindre uttalade partisympatier. Nya rösträttsregler innebar dessutom att antalet röstberättigade gick från att ha varit omkring  500 000 till att bli dryga 1 000 000.

## Valkampanj
Högern gick till val genom den gemensamma kampanjorganisation Allmänna valmansförbundet, men var i kammaren ännu splittrad i Lantmannapartiet och Nationella framstegspartiet. Man gick kraftigt bakåt, och 1912 kom de båda partierna att enas i ett nytt parti: Lantmanna- och Borgarepartiet.

## Valdag
46 valkretsar höll sitt val på en söndag: 36 valkretsar den 3 september, 7 valkretsar den 10 september, 1 valkrets den 17 september och 2 valkretsar den 24 september. Valkretsarna Malmöhus läns mellersta, Malmöhus läns södra och Kopparbergs läns östra utgjorde undantag då de höll sina val på en söndag förutom städerna i valkretsarna, som höll sina val på en vardag.
10 valkretsar höll sitt val på en vardag. De sex stadsvalkretsarna Stockholms stads första, Stockholms stads andra, Helsingborg, Landskrona och Lund, Malmö stad, Göteborgs stad, Norrköping och Linköping samt fyra landsbygdsvalkretsar: Uppsala län (lördagen den 16 september), Gotlands läns valkrets (tisdagen den 12 september), samt båda valkretsarna i Örebro län, Örebro läns norra och Örebro läns södra (lördagen den 9 september).

## Rösträtten
Inför valet hade varje "välfrejdad" svensk man rösträtt, från och med kalenderåret efter det han fyllt tjugofyra år (till exempel, fyllde man 24 år den 1 januari 1913 fick man rösträtt från och med den 1 januari 1914). Dock fanns det vissa undantag som gjorde en icke-röstberättigad:
- att man stod under förmyndarskap eller var i konkurstillstånd.
- att man tog emot stöd från ett fattigvårdssamhälle för sig själv, sin hustru eller något minderårigt barn under det aktuella eller tidigare året.
- att man inte betalat skulder till stat eller kommun under de tre senaste gångna kalenderåren.
- att man inte fullgjort sin värnplikt före utgången av det senaste utgångna kalenderåret.

### Röstlängd
Varje år skulle en röstlängd upprättas i varje valdistrikt före den 25 juni. I röstlängden ingick alla män som var 24 år eller äldre vid årets början. Den man som uppfyllde alla krav antecknades i röstlängden som röstberättigad. Undantag utgjorde personer som var nyinflyttade till kommunen, som skulle styrka att de inte hade några skulder från sin gamla mantalsskrivningsort. Efter att röstlängden var färdig skulle den finnas tillgänglig för allmänheten innan den bekräftades den 25 juli. Röstlängden gällde då tills en ny bekräftats nästa år. Om en man som fanns upptagen i röstlängden avled under årets gång kunde detta anmärkas i längden men det fanns inte ett speciellt krav på detta, så vissa avlidna personer stod med i längden vid valet.
I röstlängden 1911 upptogs 1 349 201 personer, varav 1 023 770 bodde på landsbygden och 325 431 i städerna. Av dessa var 1 066 200 (79,0 %) röstberättigade, varav 859 792 (84,0 %) av landsbygdens män i röstlängden och 206 408 (63,4 %) av städernas män i röstlängden. Antalet personer i hela Sverige som medtogs i röstlängden utgjorde 24,4 %.

## Valresultat
För samtliga genom valet invalda riksdagsmän, se Lista över ledamöter av Sveriges riksdags andra kammare 1912–1914.
| Parti                | Parti                                     | Partiledare            | Röster           | Röster | Röster | Mandatfördelning | Mandatfördelning |
| Parti                | Parti                                     | Partiledare            | Antal            | %      | +− %   | Antal            | +−               |
| -------------------- | ----------------------------------------- | ---------------------- | ---------------- | ------ | ------ | ---------------- | ---------------- |
|                      | Liberala samlingspartiet                  | Karl Staaff            | 242 795          | 40,2   | —      | 101              | +2               |
|                      | Allmänna valmansförbundet                 | Gustaf Fredrik Östberg | 188 691          | 31,3   | —      | 65               | −19              |
|                      | Sveriges socialdemokratiska arbetareparti | Hjalmar Branting       | 172 196          | 28,5   | —      | 64               | +30              |
|                      | Övriga partier                            | —                      | 292              | 0,0    | —      | —                | —                |
| Antal giltiga röster | Antal giltiga röster                      | Antal giltiga röster   | 603 974          | 100,0  |        | 230              |                  |
| Ogiltiga röster      | Ogiltiga röster                           | Ogiltiga röster        | 3 513            |        |        |                  |                  |
| Totalt               | Totalt                                    | Totalt                 | 607 487 (57,0 %) |        |        |                  |                  |

Inför valet var 1 066 200 personer röstberättigade. Valdeltagandet på 57,0 % var en nedgång jämfört med valet 1908 (61,3 %).
Valen i fem valkretsar överklagades till Kungl. Maj:t: Blekinge läns valkrets, Hälsinglands södra valkrets, Kopparbergs läns norra valkrets, Västerbottens läns norra valkrets och Örebro läns norra valkrets. Av dessa upphävdes valet i Hälsinglands södra valkrets i förberedelse för ett omval på grund av felaktigheter i röstningen inom Bollnäs landskommuns valdistrikt.
Medelåldern inom de tre partiernas riksdagsgrupper var som följande: Allmänna valmansförbundet 53,5 år, liberala samlingspartiet 48,6 år och socialdemokraterna 42,1 år. Medelåldern i hela andra kammaren utgjorde 48,1 år efter valet 1911, i jämförelse med 50,3 år efter valet 1908.

## Regeringsbildning
Antalet socialdemokrater i kammaren fördubblas i det närmaste i och med valet, vilket gav socialdemokrater och liberaler majoritet. Liberala samlingspartiets Karl Staaff, fick för andra gången, kungens uppdrag att bilda ny regering, och efterträdde därmed högermannen Arvid Lindman som statsminister, med socialdemokraterna som stödparti. Lindman, som tidigare suttit i första kammaren, valdes dock in i andra kammaren som representant för Stockholms stad, och blev 1913 partiledare för den enade andrakammarshögern.
Regeringen Staaff satt kvar vid makten till och med februari 1914, då borggårdskrisen tvingade den att avgå. Veckorna därefter, fram till nyvalet den 27 mars 1914, regerade en ämbetsmannaledd expeditionsministär, regeringen Hammarskjöld.